# Мазкерет-Батья

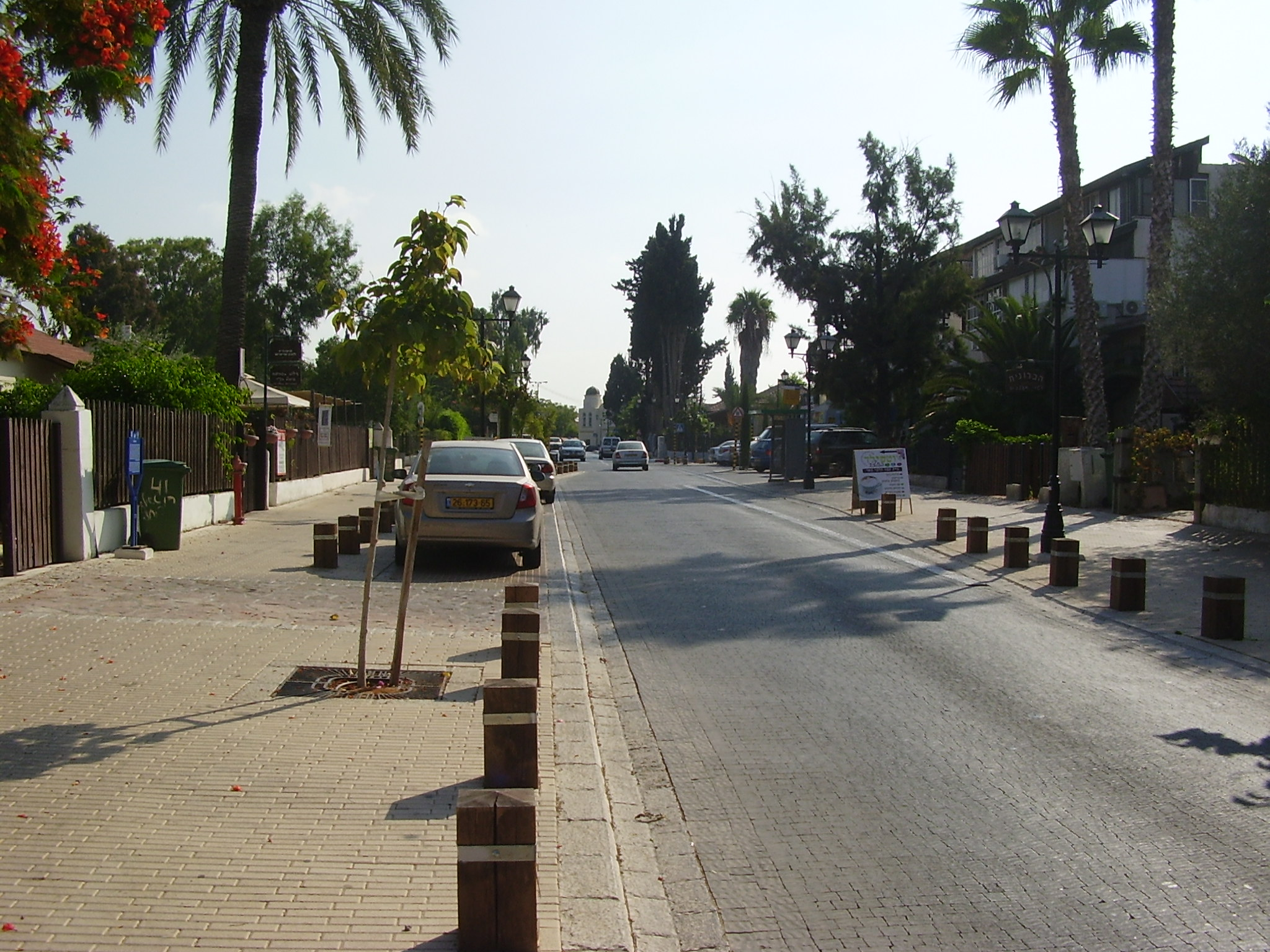
Главная улица в Мазкерет-Батья

Мазкерет-Батья (ивр. מזכרת בתיה‎) — местный совет в Центральном округе Израиля.
Расположен примерно в 25 км к юго-востоку от центра Тель-Авива и в 5 км к юго-востоку от города Реховот, на прибрежной равнине, на высоте 62 м над уровнем моря. Площадь совета составляет 7,44 км².
Мазкерет-Батья был основан в 1883 году как одно из первых еврейских поселений в тогдашней османской Палестине. В 1952 году получил статус местного совета.

## Население
По данным Центрального статистического бюро Израиля, население на начало 2020 года составляло 14 837 человек.
Динамика численности населения по годам:
| 1961 | 1972 | 1983 | 1995 | 2005 | 2006 | 2009 | 2012   |
| ---- | ---- | ---- | ---- | ---- | ---- | ---- | ------ |
| 452  | 1000 | 2147 | 4319 | 8200 | 8800 | 9306 | 10 679 |

## Города-побратимы
- Целле, Германия (с 2008 года)[2]
- Мёдон, Франция (с 1987 года)[3]